# La condesa Maritza
La condesa Maritza (título original en alemán, Gräfin Mariza) es una opereta en tres actos con música de Imre Kálmán y libreto en alemán de Julius Brammer y Alfred Grünwald a partir de Le roman d’un jeune homme pauvre de Octave Feuillet. Se estrenó el 28 de febrero de 1924 en el Theater an der Wien de Viena (Austria).
La condesa Maritza puede considerarse como una obra maestra de Kálmán, una de las más bellas operetas austrohúngaras junto con El barón gitano de Strauss. Aún se aprecia mucho en nuestros días gracias a su soberbia partitura. Conservando el esquema de las anteriores obras de Kálmán y de otras operetas vienesas de la época, son notables los dúos románticos, los números cómicos secundarios, las melodías de sus arias o el brillo de su color instrumental. Con producción del nuevo gerente del Theater an der Wien, Hubert Marischka (que además asumió el rol de Tassilo), con Betty Fischer (como la condesa), el cantante de variedades Max Hansen (como el barón Zsupán), Richard Waldemar y Hans Moser, La condesa Maritza conoció un estreno sensacional representándose sin interrupción durante más de un año. Hasta 1933 se dieron un total de 396 funciones.
Esta opereta se mantiene en el repertorio, aunque no está entre las más representadas; en las estadísticas de Operabase aparece la n.º 79 de las cien óperas más representadas en el período 2005-2010, siendo la 4.ª en Hungría y la segunda de Kálmán, con 49 representaciones.

## Adaptaciones
El teatro Shubert de Nueva York adquirió los derechos americanos y encargó a Harry B. Smith que lo adaptara al inglés. Como Countess Maritza, se presentó allí, con música interpolada por otros compositores, el 18 de septiembre de 1926, alcanzando las 318 representaciones. Desde la producción de 1981 por la Compañía de ópera Lubo, sin embargo, la mayor parte de las producciones estadounidenses, han sido traducciones directas del original, con la música de Kálmán intacta.
El reparto del estreno (18 de septiembre de 1926) comprendió a Yvonne d'Arle (condesa Maritza), Walter Woolf (Tassilo) y Odette Myrtil como la gitana Manja (un papel relativamente poco importante comprendiendo un aria en que ella misma se acompaña por el violín delante antes de destruirlo). Vivian Hart y Harry K. Morton fueron la pareja secundaria, y George Hassell interpretó el papel del príncipe Populescu. El grupo teatral comprendía un centenar de personas. Cuando Yvonne d'Arle entró en escena, con dos perros lobos de Rusia, un pedazo del decorado se cayó, mientras que Hope Hampton, que se había presentadopara el papel, estando entonces en su casa, y sin duda alegre. El público apreció el bello aria de Tassilo cantado en Viena por Hubert Marischka «Komm, Zigany», traducido al inglés «Play Gypsies - Dance Gypsies» y al francés «Joue, Tsigane!» ("Tocad, gitanos").
Como Maritza, se estrenó en Londres en el Teatro Palace el 6 de julio de 1938, con un artista célebre de la época, Douglas Byng, como barón Zsupán, y John Garrick como Tassilo. Maria Losseff fue la condesa.
La adaptación francesa es de Max Eddy y Jean Marietti. Su primera representación tuvo lugar el 27 de febrero de 1930, en el Teatro Municipal de Mulhouse. Se repitió en París en el Teatro de los Campos Elíseos, en mayo de 1931, con Roger Bourdin (Tassilo) y Mary Lewis (la condesa). El director de orquesta fue Anton Paulik del Theater an der Wien.
En España la obra se pudo conocer el año 1926 en su adaptación al italiano como La contessa Maritza gracias a la gira de la compañía de opereta de Yvan Darclée, que la representó en el Teatro de la Zarzuela de Madrid el 26 de junio. Su arreglo al castellano a cargo de Antonio González Álvarez bajo el título de La condesa Maritza llegará en la siguiente década, estrenándose en el Teatro Maravillas de Madrid el 25 de junio de 1934.

## Personajes
| Personaje                                                                  | Tesitura      | Elenco del estreno, 28 de febrero de 1924 (Director: ) |
| -------------------------------------------------------------------------- | ------------- | ------------------------------------------------------ |
| Condesa Maritza                                                            | soprano       | Betty Fischer                                          |
| Príncipe Populescu                                                         | barítono      | Richard Waldemar                                       |
| Barón Kolomán Zsupán, terrateniente de Varaždin                            | tenor         | Max Hansen                                             |
| Conde Tassilo de Endrödy-Wittemburg                                        | tenor         | Hubert Marischka                                       |
| Lisa, hermana de Tassilo                                                   | soprano       | Elsie Altmann                                          |
| Karl Stefan Liebenberg                                                     | bajo          |                                                        |
| Princesa Božena Guddenstein zu Clumetz                                     | contralto     |                                                        |
| Penižek, su valet                                                          | Papel hablado | Hans Moser                                             |
| Tschekko, un viejo mayordomo de Maritza                                    |               |                                                        |
| Berko, un gitano                                                           |               |                                                        |
| Manja, una joven gitana                                                    | soprano       |                                                        |
| Niños del pueblo, invitados, bailarines, gitanos, niños y niñas campesinos |               |                                                        |

## Argumento
Lugar: Hungría.
Época: alrededor del año 1924.

### Acto I
En el castillo de la condesa Maritza
En la terraza de un castillo con un parque adjunto. La condesa Maritza pasa largo tiempo de su vida en la ciudad, de manera que confía su finca rural a su alguacil — el conde Tassilo, quien está operando bajo el nombre de Török. Tassilo confía en ganar una dote para su hermana Lisa — ella desconoce el empobrecimiento de la familia. Lo cierto es que le gusta su trabajo: nunca ha visto a su señora, sólo le manda las rentas, y los sirvientes y campesinos lo tratan bastante bien. Pero este idilio va a terminar: el príncipe Populescu, un viejo Don Juan, llega y anuncia que la condesa Maritza lo seguirá para celebrar allí su compromiso. 
De repente, ella aparece: una impresionante, vivaz, pero también una caprichosa mujer joven, que quiere revelar y celebrar el compromiso con el barón Kolomán Zsupán. Todos los invitados han llegado ya, pero el compromiso es sólo una simulación, ella en secreto confiesa a una amiga, que quiere librarse de sus admiradores. 
Se inventó un prometido, basada en el recuerdo de una opereta de Strauss , "El barón gitano". Anuncia que él se ha retrasado por ciertos negocios, y la fiesta de compromiso se celebrará sin él. Pero luego, de repente, ¡él aparece! El barón Zhupan ha leído sobre su propio "compromiso" en los periódicos y ha decidido venir. Se encuentra con Maritza y cantan un dúo, "No te rías, Maritza, pero casarme debería". Maritza presenta a su "prometido" a los invitados y todos salen al parque. Allí sorprenden al triste Tassilio, quien canta un aria "En la primavera todavía un gitano canta a lo lejos", que acaba con una csárdás. Tanto Maritza como los invitados lo ven, y Maritza le ordena que lo repita. Él lo rechaza, y la enfurecida condesa anuncia que él está despedido. 
Los invitados se están marchando de la finca para ir a la ciudad, y se pierden en los cabarets. Maritza se encuentra con una joven gitana Manja que predice que ella será muy feliz en el amor. "Una luna pasará sobre esta Tierra y Maritza encontrará su felicidad", canta. Maritza rechaza marcharse y permanece en su finca. Impide a Tassilio marcharse y pide perdón. Repite el estribillo de su aria "Eh, gitano", y su dúo pone fin al primer acto.

### Acto II
Escena 1: Parque de la finca de Maritza
Los visitantes vienen a visitar a Maritza. Lisa, la hermana de Tassilo, que no sabe que aquí es el administrador, y Zsupan, quien viene a visitar a su "prometida". Se gustan y Zhupan repite veinte veces que si él no amara a Maritza, habría soñado con Liza esta noche. Tassilo está sorprendido y feliz de encontrarse con su hermana. En un dúo "Ven aquí y siéntate", recuerdan su niñez. 
Escena 2: una sala de estar en la casa de Maritza
Ha pasado un mes a solas; los invitados están viniendo. Se burlan de Tassilo. Él escribe una carta a su amigo, para decirle que él soporta mucho, pero que Lisa es su única familia, y que él soportará todo por su dote. Para de escribir de repente cuando entra Maritza. Juntos, cantan un dúo, una confesión de amor ("¡Mi tierno amigo!") Popescu le dice a Maritza que él vio a su administrador en el parque con una bella muchacha, y descubre la carta inacabada en la que Tassilo habla sobre una dote. Maritza no sabe que Tassilo tiene una hermana, de manera que le ve como un cazafortunas. El finale del segundo acto es una escena dramática con un aria "Eh, Maritza, cálmate, eh, Maritza, soporta este dolor", bromeando con los invitados, dejando perplejo a Tassilo... Maritza lo insulta y humilla, y lo echa. Viene Lisa, corre hacia su hermano, y se marchan juntos. Maritza entiende que ha cometido un error.

### Acto III
A la mañana siguiente Zsupan propone matrimonio a Lisa en el parque. Cantan un alegre dúo juntos "Un chico amó a una chica". Llega una vieja tía de Tassilo, quien anuncia que ha comprado la finca de Tassilo de sus deudores y se lo ha dejado.  Tassilo va donde Maritza para darle cuenta del estado de la finca. Se reconcilian. Dos parejas acaban la opereta cantando juntos "El tiempo pasa pero el amor no espera."

## Números destacados
- Acto I: «Le bonheur est un rêve merveilleux» (Manja); «Le regret parfois» (Tassilo) ; Coro y entrada de Maritza; «Ma p'tite sœur, mon frérot» (Tassilo, Lisa); «Un tout petit bout d'homme» (Zsupan, Maritza); «Joue, Tzigane, joue» (Tassilo)
- Acto II: «Tout, tout, tout» (Dúo Zsupan-Lisa); «O Maritza tout nous sépare» (Dúo Tassilo-Maritza); «Dis oui, O mon amour» (Dúo Tassilo-Maritza)
- Acto III: «C'est pour un baiser» (Tassilo)

## Grabaciones
- Uwe Theimer (dir.) / Izabela Labuda (Mariza), Martina Dorak (Lisa), Ryszard Karczykowski (Tassilo), Moritz Gogg (Zsupán), Orquesta Opernball de Viena, Camarata, CD CM 660-1

## Películas
Hay una serie de versiones de la opereta en cine, incluyendo: Gräfin Mariza (1932), dirigida por Richard Oswald con Dorothea Wieck y Hubert Marischka; Gräfin Mariza (1958), dirigida por Rudolf Schündler con Christine Görner y Rudolf Schock; Gräfin Mariza (1974), dirigida por Eugen York con Ljuba Welitsch y René Kollo.